# Kvalspelet till östasiatiska mästerskapet i fotboll 2013
Kvalspelet till östasiatiska mästerskapet i fotboll 2013 är de kvalomgångar som avgör vilket östasiatiskt landslag som lyckas kvala in till östasiatiska mästerskapet 2013 i Sydkorea.

Japan, Kina och Sydkorea var direktkvalificerade för huvudturneringen. Övriga lag fick kvala om den fjärde- och sistaplatsen, Australien, inbjudet från AFF (sydöstasiens fotbollsförbund), Hongkong, Kinesiska Taipei, Nordkorea gick in i andra kvalomgången, medan Guam, Macao, Nordmarianerna fick börja i första kvalomgången. Mongoliet deltog inte då man var avstängt av EAFF (östasiens fotbollsförbund).

## Första omgången

### Tabell
| Nr | Lag            | S | V | O | F | GM | IM | MS | P |
| -- | -------------- | - | - | - | - | -- | -- | -- | - |
| 1  | Guam           | 2 | 2 | 0 | 0 | 6  | 1  | +5 | 6 |
| 2  | Macao          | 2 | 1 | 0 | 1 | 5  | 4  | +1 | 3 |
| 3  | Nordmarianerna | 2 | 0 | 0 | 2 | 2  | 8  | −6 | 0 |

### Matcher
|              | 18 juli 2012 | Nordmarianerna      | 1 – 3           | Guam                                | Leo Palace Resort                                |                                                  |
| 16:00 UTC+10 | 16:00 UTC+10 | Joe Wang Miller 18′ | (1 – 1) Rapport | 25′, 66′, 90′ (str.) Jason Cunliffe | Yona Publik: 450 Domare: Kim Dae-Yong (Sydkorea) | Yona Publik: 450 Domare: Kim Dae-Yong (Sydkorea) |
| 16:00 UTC+10 | 16:00 UTC+10 |                     |                 |                                     | Yona Publik: 450 Domare: Kim Dae-Yong (Sydkorea) | Yona Publik: 450 Domare: Kim Dae-Yong (Sydkorea) |
| 16:00 UTC+10 | 16:00 UTC+10 |                     |                 |                                     | Yona Publik: 450 Domare: Kim Dae-Yong (Sydkorea) | Yona Publik: 450 Domare: Kim Dae-Yong (Sydkorea) |

|              | 20 juli 2012 | Nordmarianerna   | 1 – 5           | Macao                                                      | Leo Palace Resort                            |                                              |
| 16:00 UTC+10 | 16:00 UTC+10 | Kirk Schuler 51′ | (0 – 1) Rapport | 27′, 55′, 59′ Chan Kin Seng 40′ Ho Man Hou 62′ Wong Vernon | Yona Publik: 150 Domare: Jumpei Iida (Japan) | Yona Publik: 150 Domare: Jumpei Iida (Japan) |
| 16:00 UTC+10 | 16:00 UTC+10 |                  |                 |                                                            | Yona Publik: 150 Domare: Jumpei Iida (Japan) | Yona Publik: 150 Domare: Jumpei Iida (Japan) |
| 16:00 UTC+10 | 16:00 UTC+10 |                  |                 |                                                            | Yona Publik: 150 Domare: Jumpei Iida (Japan) | Yona Publik: 150 Domare: Jumpei Iida (Japan) |

|              | 22 juli 2012 | Guam                                                      | 3 – 0           | Macao | Leo Palace Resort                              |                                                |
| 16:00 UTC+10 | 16:00 UTC+10 | Jason Cunliffe 15′ Marcus Lopez 22′ Zachary DeVille 90+3′ | (2 – 0) Rapport |       | Yona Publik: 1 000 Domare: Jumpei Iida (Japan) | Yona Publik: 1 000 Domare: Jumpei Iida (Japan) |
| 16:00 UTC+10 | 16:00 UTC+10 |                                                           |                 |       | Yona Publik: 1 000 Domare: Jumpei Iida (Japan) | Yona Publik: 1 000 Domare: Jumpei Iida (Japan) |
| 16:00 UTC+10 | 16:00 UTC+10 |                                                           |                 |       | Yona Publik: 1 000 Domare: Jumpei Iida (Japan) | Yona Publik: 1 000 Domare: Jumpei Iida (Japan) |

## Andra omgången

### Tabell
| Nr | Lag              | S | V | O | F | GM | IM | MS  | P  |
| -- | ---------------- | - | - | - | - | -- | -- | --- | -- |
| 1  | Australien       | 4 | 3 | 1 | 0 | 19 | 1  | +18 | 10 |
| 2  | Nordkorea        | 4 | 3 | 1 | 0 | 16 | 2  | +14 | 10 |
| 3  | Hongkong         | 4 | 2 | 0 | 2 | 4  | 6  | −2  | 6  |
| 4  | Kinesiska Taipei | 4 | 0 | 1 | 3 | 2  | 17 | −15 | 1  |
| 5  | Guam             | 4 | 0 | 1 | 3 | 2  | 17 | −15 | 1  |

### Matcher
|             | 1 december 2012 | Guam               | 1 – 2           | Hongkong            | Mong Kok Stadium                                       |                                                        |
| 14:30 UTC+8 | 14:30 UTC+8     | Elias Merfalen 56′ | (0 – 2) Rapport | 2′, 17′ Chan Siu Ki | Hongkong Publik: 3 040 Domare: Kim Dae-yong (Sydkorea) | Hongkong Publik: 3 040 Domare: Kim Dae-yong (Sydkorea) |
| 14:30 UTC+8 | 14:30 UTC+8     |                    |                 |                     | Hongkong Publik: 3 040 Domare: Kim Dae-yong (Sydkorea) | Hongkong Publik: 3 040 Domare: Kim Dae-yong (Sydkorea) |
| 14:30 UTC+8 | 14:30 UTC+8     |                    |                 |                     | Hongkong Publik: 3 040 Domare: Kim Dae-yong (Sydkorea) | Hongkong Publik: 3 040 Domare: Kim Dae-yong (Sydkorea) |

|             | 1 december 2012 | Kinesiska Taipei | 1 – 6           | Nordkorea                                                                                | Mong Kok Stadium                               |                                                |
| 17:10 UTC+8 | 17:10 UTC+8     | Chen Hao-wei 79′ | (0 – 3) Rapport | 28′ An Il-bom 34′ Pak Song-chol 42′ Ri Kwang-hyok 65′ Pak Nam-chol 68′, 89′ Ri Myong-jun | Hongkong Publik: 3 040 Domare: Wang Zhe (Kina) | Hongkong Publik: 3 040 Domare: Wang Zhe (Kina) |
| 17:10 UTC+8 | 17:10 UTC+8     |                  |                 |                                                                                          | Hongkong Publik: 3 040 Domare: Wang Zhe (Kina) | Hongkong Publik: 3 040 Domare: Wang Zhe (Kina) |
| 17:10 UTC+8 | 17:10 UTC+8     |                  |                 |                                                                                          | Hongkong Publik: 3 040 Domare: Wang Zhe (Kina) | Hongkong Publik: 3 040 Domare: Wang Zhe (Kina) |

|             | 3 december 2012 | Nordkorea                                                             | 5 – 0           | Guam | Mong Kok Stadium                                              |                                                               |
| 17:50 UTC+8 | 17:50 UTC+8     | An Il-bom 25′ Ri Myong-jun 34′, 59′ Pak Nam-chol 82′ Jong Il-gwan 87′ | (2 – 0) Rapport |      | Hongkong Publik: 4 160 Domare: Mongkolchai Pechsri (Thailand) | Hongkong Publik: 4 160 Domare: Mongkolchai Pechsri (Thailand) |
| 17:50 UTC+8 | 17:50 UTC+8     |                                                                       |                 |      | Hongkong Publik: 4 160 Domare: Mongkolchai Pechsri (Thailand) | Hongkong Publik: 4 160 Domare: Mongkolchai Pechsri (Thailand) |
| 17:50 UTC+8 | 17:50 UTC+8     |                                                                       |                 |      | Hongkong Publik: 4 160 Domare: Mongkolchai Pechsri (Thailand) | Hongkong Publik: 4 160 Domare: Mongkolchai Pechsri (Thailand) |

|             | 3 december 2012 | Hongkong | 0 – 1           | Australien        | Mong Kok Stadium                                   |                                                    |
| 20:30 UTC+8 | 20:30 UTC+8     |          | (0 – 0) Rapport | 85′ Brett Emerton | Hongkong Publik: 4 160 Domare: Jumpei Iida (Japan) | Hongkong Publik: 4 160 Domare: Jumpei Iida (Japan) |
| 20:30 UTC+8 | 20:30 UTC+8     |          |                 |                   | Hongkong Publik: 4 160 Domare: Jumpei Iida (Japan) | Hongkong Publik: 4 160 Domare: Jumpei Iida (Japan) |
| 20:30 UTC+8 | 20:30 UTC+8     |          |                 |                   | Hongkong Publik: 4 160 Domare: Jumpei Iida (Japan) | Hongkong Publik: 4 160 Domare: Jumpei Iida (Japan) |

|             | 5 december 2012 | Kinesiska Taipei | 1 – 1           | Guam             | Hong Kong Stadium                                    |                                                      |
| 17:50 UTC+8 | 17:50 UTC+8     | Lo Chih-an 90+2′ | (0 – 0) Rapport | 67′ Dylan Naputi | Hongkong Publik: 989 Domare: Kim Dae-yong (Sydkorea) | Hongkong Publik: 989 Domare: Kim Dae-yong (Sydkorea) |
| 17:50 UTC+8 | 17:50 UTC+8     |                  |                 |                  | Hongkong Publik: 989 Domare: Kim Dae-yong (Sydkorea) | Hongkong Publik: 989 Domare: Kim Dae-yong (Sydkorea) |
| 17:50 UTC+8 | 17:50 UTC+8     |                  |                 |                  | Hongkong Publik: 989 Domare: Kim Dae-yong (Sydkorea) | Hongkong Publik: 989 Domare: Kim Dae-yong (Sydkorea) |

|             | 5 december 2012 | Nordkorea       | 1 – 1   | Australien         | Hong Kong Stadium                                           |                                                             |
| 20:30 UTC+8 | 20:30 UTC+8     | An Yong-hak 64′ | Rapport | 4′ Archie Thompson | Hongkong Publik: 989 Domare: Mongkolchai Pechsri (Thailand) | Hongkong Publik: 989 Domare: Mongkolchai Pechsri (Thailand) |
| 20:30 UTC+8 | 20:30 UTC+8     |                 |         |                    | Hongkong Publik: 989 Domare: Mongkolchai Pechsri (Thailand) | Hongkong Publik: 989 Domare: Mongkolchai Pechsri (Thailand) |
| 20:30 UTC+8 | 20:30 UTC+8     |                 |         |                    | Hongkong Publik: 989 Domare: Mongkolchai Pechsri (Thailand) | Hongkong Publik: 989 Domare: Mongkolchai Pechsri (Thailand) |

|             | 7 december 2012 | Guam | 0 – 9           | Australien | Hong Kong Stadium                              |                                                |
| 17:50 UTC+8 | 17:50 UTC+8     |      | (0 – 3) Rapport | 12′ Aaron Mooy 20′, 56′ Eli Babalj 43′ Michael Marrone 59′, 62′, 65′ (str.) Archie Thompson 71′ Mark Milligan 83′ Richard Garcia | Hongkong Publik: 2 315 Domare: Wang Zhe (Kina) | Hongkong Publik: 2 315 Domare: Wang Zhe (Kina) |
| 17:50 UTC+8 | 17:50 UTC+8     |      |                 | | Hongkong Publik: 2 315 Domare: Wang Zhe (Kina) | Hongkong Publik: 2 315 Domare: Wang Zhe (Kina) |
| 17:50 UTC+8 | 17:50 UTC+8     |      |                 | | Hongkong Publik: 2 315 Domare: Wang Zhe (Kina) | Hongkong Publik: 2 315 Domare: Wang Zhe (Kina) |

|             | 7 december 2012 | Hongkong                         | 2 – 0           | Kinesiska Taipei | Hong Kong Stadium                                  |                                                    |
| 20:30 UTC+8 | 20:30 UTC+8     | Chan Wai Ho 24′ Lee Hong Lim 25′ | (2 – 0) Rapport |                  | Hongkong Publik: 2 315 Domare: Jumpei Iida (Japan) | Hongkong Publik: 2 315 Domare: Jumpei Iida (Japan) |
| 20:30 UTC+8 | 20:30 UTC+8     |                                  |                 |                  | Hongkong Publik: 2 315 Domare: Jumpei Iida (Japan) | Hongkong Publik: 2 315 Domare: Jumpei Iida (Japan) |
| 20:30 UTC+8 | 20:30 UTC+8     |                                  |                 |                  | Hongkong Publik: 2 315 Domare: Jumpei Iida (Japan) | Hongkong Publik: 2 315 Domare: Jumpei Iida (Japan) |

|             | 9 december 2012 | Hongkong | 0 – 4           | Nordkorea                                                             | Hong Kong Stadium                                             |                                                               |
| 14:20 UTC+8 | 14:20 UTC+8     |          | (0 – 3) Rapport | 27′ Pak Nam-chol 33′ Ryang Yong-gi 36′ Pak Nam-chol 85′ Pak Song-chol | Hongkong Publik: 3 345 Domare: Mongkolchai Pechsri (Thailand) | Hongkong Publik: 3 345 Domare: Mongkolchai Pechsri (Thailand) |
| 14:20 UTC+8 | 14:20 UTC+8     |          |                 |                                                                       | Hongkong Publik: 3 345 Domare: Mongkolchai Pechsri (Thailand) | Hongkong Publik: 3 345 Domare: Mongkolchai Pechsri (Thailand) |
| 14:20 UTC+8 | 14:20 UTC+8     |          |                 |                                                                       | Hongkong Publik: 3 345 Domare: Mongkolchai Pechsri (Thailand) | Hongkong Publik: 3 345 Domare: Mongkolchai Pechsri (Thailand) |

|             | 9 december 2012 | Australien | 8 – 0   | Kinesiska Taipei | Hong Kong Stadium                                      |                                                        |
| 17:00 UTC+8 | 17:00 UTC+8     | Richard Garcia 11′ Robert Cornthwaite 17′ Adam Taggart 19′, 29′ Aziz Behich 34′, 57′ Aaron Mooy 47′ Yang Chao-hsun 82′ (sjm.) | Rapport |                  | Hongkong Publik: 3 345 Domare: Kim Dae-yong (Sydkorea) | Hongkong Publik: 3 345 Domare: Kim Dae-yong (Sydkorea) |
| 17:00 UTC+8 | 17:00 UTC+8     | |         |                  | Hongkong Publik: 3 345 Domare: Kim Dae-yong (Sydkorea) | Hongkong Publik: 3 345 Domare: Kim Dae-yong (Sydkorea) |
| 17:00 UTC+8 | 17:00 UTC+8     | |         |                  | Hongkong Publik: 3 345 Domare: Kim Dae-yong (Sydkorea) | Hongkong Publik: 3 345 Domare: Kim Dae-yong (Sydkorea) |